# Miracles (album de Change)
Albums de Change
The Glow Of Love
(1980) Sharing Your Love
(1982)
Miracles est le deuxième album du groupe de disco italo-américain Change, sorti en 1981.

## L'album

### Titres
| 1.    | Paradise          | 5:14 |
| 2.    | Hold Tight        | 4:23 |
| 3.    | Your Move         | 4:23 |
| 4.    | Stop For Love     | 4:12 |
| 5.    | On Top            | 5:13 |
| 6.    | Heaven Of My Life | 5:34 |
| 7.    | Miracles          | 5:17 |
| 34:16 |                   |      |